# Исаково (Ганьковское сельское поселение)
Исаково — деревня в Ганьковском сельском поселении Тихвинского района Ленинградской области.

## История
Деревня Исакова упоминается на карте Новгородского наместничества 1792 года А. М. Вильбрехта.
Деревня Исакова обозначена на «Специальной карте западной части России» Ф. Ф. Шуберта 1844 года.

ИСАКОВО — деревня Усадищского общества, прихода Капецкого погоста. Река Капша. 

Крестьянских дворов — 26. Строений — 34, в том числе жилых — 28. 

Число жителей по семейным спискам 1879 г.: 51 м. п., 63 ж. п.; по приходским сведениям 1879 г.: 54 м. п., 72 ж. п.

В конце XIX — начале XX века деревня административно относилась к Куневичской волости 2-го земского участка 2-го стана Тихвинского уезда Новгородской губернии.

ИСАКОВО — деревня Усадищского общества, дворов — 20, жилых домов — 30, число жителей: 54 м. п., 52 ж. п. 

Занятия жителей — земледелие, лесные промыслы. Пруд. Часовня. (1910 год)

Деревня Исаково на карте 1932 года

Согласно карте Ленинградской области Северо-западного аэрогеодезического треста ГГУ издания 1932 года деревня насчитывала 11 крестьянских дворов.
По данным 1933 года деревня Исаково входила в состав Михалевского сельсовета Капшинского района Ленинградской области.
По данным 1966 и 1973 годов деревня Исаково также входила в состав Михалевского сельсовета.
По данным 1990 года деревня Исаково входила в состав Ганьковского сельсовета.
В 1997 году в деревне Исаково Ганьковской волости проживали 14 человек, в 2002 году — 20 человек (все русские).
В 2007 году в деревне Исаково Ганьковского СП проживали 8 человек, в 2010 году — 7.

## География
Деревня расположена в центральной части района к западу от автодороги 41А-009 (Лодейное Поле — Тихвин — Чудово).
Расстояние до административного центра поселения — 2 км.
Расстояние до ближайшей железнодорожной станции Тихвин — 43 км.
Деревня находится на правом берегу реки Капша.

## Демография
| 2007 | 2010 | 2017 |
| ---- | ---- | ---- |
| 8    | ↘7   | ↘4   |

### Национальный состав
Согласно данным Всероссийской переписи населения 2021 года в деревне проживали 3 человека, из них:
 украинцы — 2, русские — 1 человек.